# Charlie Cole (Kameramann)
Charlie Cole ist ein US-amerikanischer Kameramann.

## Leben
Cole erhielt seinen Bachelor of Fine Arts am New Yorker Pratt Institute, wo er Film und Kunst studierte. Seinen Master of Fine Arts in Cinematography am American Film Institute in Los Angeles. Seine Studienarbeit Waterfall hatte seine Premiere 2015 beim Slamdance Film Festival und wurde beim Ivy Film Festival im gleichen Jahr als Best Experimental Short ausgezeichnet. 2019 zeichnete er bei den Spielfilmen The Farm und Under the Lantern Lit Sky für die Kameraarbeit verantwortlich.
Cole lebt in Los Angeles.

## Filmografie (Auswahl)
- 2013: Joan (Kurzfilm)
- 2014: Waterfall (Kurzfilm)
- 2014: Prime (Kurzfilm)
- 2015: Convenience (Kurzfilm)
- 2016: Collected Kingdom (Kurzfilm)
- 2016: Erebus Calling (Kurzfilm)
- 2017: Alone and Beautiful (Kurzfilm)
- 2018: Brute (Kurzfilm)
- 2018: Marriage Material (Kurzfilm)
- 2019: Princesses Clap Back: Once Upon a #TimesUp! (Kurzfilm)